# Evette de Klerk
Evette de Klerk (geschiedene Armstrong; * 21. August 1965) ist eine ehemalige südafrikanische Sprinterin.
1993 gewann sie über 200 m Bronze bei den Leichtathletik-Afrikameisterschaften in Durban und erreichte bei den Leichtathletik-Weltmeisterschaften in Stuttgart das Halbfinale.
Je zehnmal wurde sie Südafrikanische Meisterin über 100 m (1982–1991) und 200 m (1982–1991) und dreimal über 400 m (1987, 1992, 1993).

## Persönliche Bestzeiten
- 100 m: 11,06 s, 20. April 1990, Germiston (südafrikanischer Rekord)
- 200 m: 22,06 s, 8. April 1989, Pietersburg (südafrikanischer Rekord)
- 400 m: 50,57 s, 2. April 1986, Germiston